# اکبرآباد (نجف‌آباد)
اکبرآباد روستایی در دهستان نجف‌آباد بخش مرکزی شهرستان سیرجان استان کرمان ایران است.

## جمعیت
بر پایه سرشماری عمومی نفوس و مسکن در سال ۱۳۹۵ جمعیت این مکان ۱٬۰۳۹ نفر (۲۹۷خانوار) بوده‌است.